# Chróścieski
Chróścieski  (Łabędź Odmienny II) – polski herb szlachecki z nobilitacji, odmiana herbu Łabędź.

## Opis herbu
W polu czerwonym, dwudzielnym w pas, od czoła pół orła srebrnego, od podstawy - takiż łabędź kroczący.
W klejnocie, między dwoma skrzydłami orlimi monogram "SA" (Sigimundus Augustus), nad którym korona królewska, zamknięta.

## Najwcześniejsze wzmianki
Nadany Stanisławowi Czarnemu Chróścieskiemu (Chróściejewskiemu), doktorowi filozofii i medycyny, lekarzowi i poecie, 10 sierpnia 1566. Łabędź w herbie miał nawiązywać do herbu ojca.

## Herbowni
Chróścieski - Chróściejewski.